# Gilles-Charles des Nos
Gilles-Charles des Nos, comte de Champmeslin, né vers 1653 et mort en 1726, est  un officier de marine du XVIIIe siècle.

## Biographie
Membre de la famille des Nos, famille de chevaliers d'origine bretonne établie et répandue dans le Maine depuis le XVIe siècle. Son frère cadet, Charles des Nos, servira comme lui dans la Marine royale et terminera sa carrière comme lui au grade de lieutenant général.

### Carrière militaire
Gilles-Charles des Nos suit le même parcours que les nombreux jeunes nobles qui intègrent la Marine royal, en gravissant un à un les échelons de la hiérarchie des « officiers supérieurs ». Garde-marine en 1670, il est promu enseigne de vaisseau en 1672 puis lieutenant de vaisseau en 1678 et capitaine de vaisseau en 1687.
Il sert pendant la guerre de Succession d'Espagne. Le 23 octobre 1702, il est à la bataille navale de Vigo, sous les ordres du marquis de Châteaurenault. Il commande à cette occasion le vaisseau Le Solide, de 56 canons, qui est brûlé à l'issue du combat. Deux ans plus tard, à la bataille navale de Vélez-Málaga (24 août 1704, il commande Le Sérieux, 60 canons, au sein du corps de bataille, placé sous les ordres du comte de Toulouse, Amiral de France.
Promu chef d'escadre le 5 août 1715, il est nommé commandant du port de Brest de 1716 à 1722. Son escadre prend Pensacola (Floride espagnole) aux forces espagnoles en septembre 1719. Commandant en chef « dans toutes les mers, isles et terres fermes de l'Amérique méridionale » en 1720. Il soumet la Louisiane française et est nommé lieutenant général des armées navales en 1724. Il décède en 1726, à l'âge de 73 ans. Il était Commandeur de l'ordre royal et militaire de Saint-Louis.
Il épouse Marie des Nos (décédée en 1739). De cette union naît une fille unique, Louise-Julienne Desnos de Champmeslin (née le 16 octobre 1709), qui épouse le 4 avril 1728 le fils du marquis de Chavagnac, lieutenant général des armées navales.

### Sources et bibliographie
- André-René Le Paige, Dictionnaire topographique, historique, généalogique et bibliographique de la province et du diocèse du Maine, vol. 1, Toutain et Saugrin, 1777 (lire en ligne), p. 10
- Martine Acerra et Jean Meyer, État, marine et société, Presses de l'Université de Paris-Sorbonne, 1995, p. 409-410 et 417